# لیته جنوبی
لیته جنوبی (Southern Leyte) یکی از استان‌های کشور فیلیپین است. این استان در خاور این کشور قرار گرفته است و بخشی از جزیره‌های ویسایا به شمار می‌رود.
مرکز این استان شهر ماسین است. جمعیت آن حدود چهارصد هزار نفر است. مساحت این استان هزار و هفتصد کیلومتر مربع است .